# Etha longipetiolata
Etha longipetiolata är en stekelart som beskrevs av Jonathan 2000. Etha longipetiolata ingår i släktet Etha och familjen brokparasitsteklar. Inga underarter finns listade i Catalogue of Life.